# صندوق الجوكي
صندوق الجوكي هو إناء معزول يحتوي علي مياه وثلج، بالإضافة إلي أنبوب أجوف من الملفّ الطويل. يستخدم هذا الجهاز في تبريد المشروبات التي يتم تقديمها عبر صنابير في اماكن مؤقتة.
يزود طرف من أنبوب الملفّ بإمداد خارجي من المشروب المقدم (حيث يتحرك وعاء الإمداد كثيرًا بضغط الغاز، كما في حالة برميل البيرة)، والطرف الآخر معلق بصنابير لتقديم المشروب الذي ينقل الي الصندوق بنفسه أحياناً. يؤدي ملء صندوق الجوكي بالثلج والمياه إلى تبريد أنبوب الملفّ، وعندما يتدفق المشروب خلال الأنبوب يبرد المشروب تحت درجة حرارة قريبة من درجة التجمد، حتي لو كانت في حرارة الغرفة قبل دخولها الصندوق. هذا يسمح للمشروبات التي يتم تقديمها عبر صنابير تقدم في أماكن هواء الطلق والمؤقتة.
بعيدا عن الملفّ والصنابير، يشبه صندوق الجوكي الصندوق البارد. تجبر بعض هذه الصناديق الجوكي السائل على التدفق خلال طبق بارد صلب بدلاً من أنبوب ملفّ.(انظر إلي "بدائل موزعات متجمدة منقولة")
يعرف درج السيارة أيضا بصندوق الجوكي، خاصة يعرف في الولايات المتحدة الأمريكية في ولايات جبال أعلي الصخور.

## بدائل موزعات متجمدة منقولة
في مجمّد ملفّ، يغطّى الملفّ الاستيلس ستيل بالمياه والثلج، حيث يعبر السائل خلاله. وفي اتصاله للملفّ البارد، يصبح المشروب باردا. من ناحية أخرى، يعمل الطبق المتجمد على جعل المشروب يصادف طبق مجمد من الألومنيوم المغطى بالثلج. عندما يتصل بالثلج يصبح الطبق بارداً حيث يأثر في السائل الذي يجري فوقه ويجعله بارداً أيضاً.
صانع الثلج المنقول وموزع المياه هو جهاز يُنتج الثلج ويطلق الماء البارد من خلال مولد محدود الاستخدام. وفقا لحجمه، يحتاج بعضها إلى موصل خط المياه ولكن معظمها يحتاج فقط لمياه مودع في إنائه.